# 沃尔夫斯堡
沃尔夫斯堡（德語發音：[ˈvɔlfsbʊʁk] ⓘ）位于德国中部不伦瑞克以北的阿勒尔河畔，在汉诺威东部75千米，柏林西部230千米。沃尔夫斯堡是下萨克森州的第五大城市。因为发达的汽车工业，沃尔夫斯堡的人均GDP位于全德国第一位，达到128,000美元。
沃尔夫斯堡因大众汽车总部坐落于此而闻名。这里有世界上最大的汽车工厂，与直布罗陀的面积相当。毗邻大众工厂的汽车城（Autostadt）是以大众汽车诸多车型为特色的旅游景点。沃尔夫斯堡是少数几个在20世纪上半叶建立起来的城市。自1938年7月1日作为安置生产“Kdf-Wagen”（大众甲壳虫）员工建立，直到1945年5月25日，该城市被称为“Stadt des KdF-Wagens bei Fallersleben”（Fallersleben大众汽车城）。在1972年人口首次超过十万。

## 地理
沃尔夫斯堡位于与中德运河交汇处的阿勒尔河河谷南部，毗邻吉夫霍恩县和黑尔姆施泰特县。最高点位于Almke，基准零海拔140米；最低点位于Ilkerbruch，基准零海拔54米。市区最高峰是110米的Klieversberg山。

### 气候
每年总降雨量相当低，约为532 mm（21英寸），属于全德最低的十位。全德只有7%的观测站采集到比这更低的数据。最干旱的月份是十月，大部分降水集中在6月，这比10月份的降水多1.9倍。降水在全年分布较为平均，只有17%的观测站测量到更低的波动。

### 临近县市
以下的郡及縣与沃尔夫斯堡毗邻。从西部开始按照顺时针方向分别为：
- 吉夫霍恩郡：卡尔伯拉、奥斯洛斯、魏豪森、塔彭贝克、延布克、蒂迪舍、吕恩
- 黑尔姆施泰特郡：丹多夫、费尔普克、大特维尔普施泰特、埃尔姆山麓柯尼希斯卢特、莱勒

### 行政区划

沃尔夫斯堡行政区划

沃尔夫斯堡分为40个部分，一个或者几个部分一起组成了共16个区（括号中为2012年的居民数量）：
- Almke-Neindorf (2,144) 包括 Almke 和 Neindorf
- Barnstorf-Nordsteimke (3,982) 包括 Barnstorf 和 Nordsteimke
- Brackstedt-Velstove-Warmenau (3,001) 包括 Brackstedt，Velstove 和 Warmenau
- Detmerode (7,640)
- Ehmen-Mörse (8,987) 包括 Ehmen 和 Mörse
- Fallersleben-Sülfeld (14,191) 包括 Fallersleben 和 Sülfeld
- Hattorf-Heiligendorf (4,017) 包括 Hattorf 和 Heiligendorf
- Hehlingen (1,854)
- Kästorf-Sandkamp (1,994) 包括 Kästorf 和 Sandkamp
- Mitte-West (17,942) 包括 Eichelkamp，Hageberg，Hohenstein，Klieversberg，Laagberg，Rabenberg 和 Wohltberg
- Neuhaus-Reislingen (7,718) 包括 Neuhaus 和 Reislingen
- Nordstadt (9,775) 包括 Alt-Wolfsburg，Kreuzheide，Tiergartenbreite 和 Teichbreite
- Stadtmitte (15,122) 包括 Hellwinkel，Heßlingen，Köhlerberg，Rothenfelde，Schillerteich，Stadtmitte 和 Steimker Berg
- Vorsfelde (12,641)
- Wendschott (2,903)
- Westhagen (9,206)

### 自然保护区
沃尔夫斯堡市区有八个自然保护区 (NSG)。 在阿勒尔河谷西岸有“吉夫霍恩和沃尔夫斯堡之间的阿勒河谷”、“巴恩布鲁赫”、“伊尔克布鲁赫”、“迪彭维森”和“南迪彭维森”，河谷东岸有“文德朔特和弗尔斯菲尔德多勒姆林与科特维森”，在城市南部是“巴恩斯托尔弗森林”和“巴恩斯托尔弗森林的谷地”。

## 历史

### 建城以前
1302年，沃尔夫斯堡第一次被文件提及是属于巴尔滕斯莱本家族（Bartensleben）的领地，刚开始只是一座可住人的塔楼，后来扩建为有护城河的城堡。附近的诺伊豪斯城堡则在1372年首次被提及。1742年巴尔滕斯莱本家族灭亡，他们的所有财产包括沃尔夫斯堡共同继承给了舒伦堡伯爵。伯爵的庄园位于城堡附近的罗滕菲尔德和黑瑟林根。
不管是黑瑟林根还是沃尔夫斯堡，在1928年之前都是独立的庄园区，在18世纪的时候隶属于马格德堡公国，马德格堡公国灭亡后，这个地方成为了两个韦尔夫家族领地之间的普鲁士王国飞地（萨克森省）。1932年，根据普鲁士的地区行政区划变动，它们从萨克森省转移到了汉诺威省的吉夫霍恩县。其他一些地区，比如福尔斯菲尔德和其他一些村庄，长期属于不伦瑞克公国。而法勒斯莱本和隶属吉夫霍恩省的一些村庄之前则属于汉诺威王国。

### 收购和建城
1934年3月8日，柏林第24届国际汽车和摩托车展览会（IAMA）开幕式上，阿道夫·希特勒呼吁为广大群众建造汽车。1937年底，德国大众汽车公司筹备协会（GeZuVor）经过选址最终选定了沃尔夫斯堡城堡附近一块区域作为制造汽车的工厂场地和劳动者居住的城市。当时这块区域仍然属于舒伦堡伯爵君特尔·格拉夫所有。由于担心政府强征土地，因此舒伦堡伯爵选择将沃尔夫斯堡庄园区包括罗特霍夫森林区以及黑瑟林根的房地产按照1938年7月12日拟定的协议出售给筹备协会，同时沃尔夫斯堡城堡则被不在出售名单中。1937年，舒伦堡伯爵用所得的资金在戈尔措和伦普林购置了两处房产。
由于失去了将近2000公顷的土地和财产，伯爵已经无力维持城堡的运作，所以1938年他决定在他的森林领地上面重建了一座新城堡。这座城堡位于坦盖尔恩，距离老城堡大约35公里。1939年，伯爵在齐格菲防线侦察营担任骑兵指挥官，1940年服役结束。1942年，君特尔·格拉夫伯爵和家人彻底离开了沃尔夫斯堡城堡，搬进了他的新城堡——诺伊米勒城堡。1943年3月19日，他把沃尔夫斯堡城堡卖给了KdF-Wagen（沃尔夫斯堡当时的名字）。沃尔夫斯堡最重要的时刻是在1938年5月26日，希特勒亲自来到中德运河北侧的大众汽车工厂参加奠基仪式，该厂最初生产的汽车就叫做KdF。

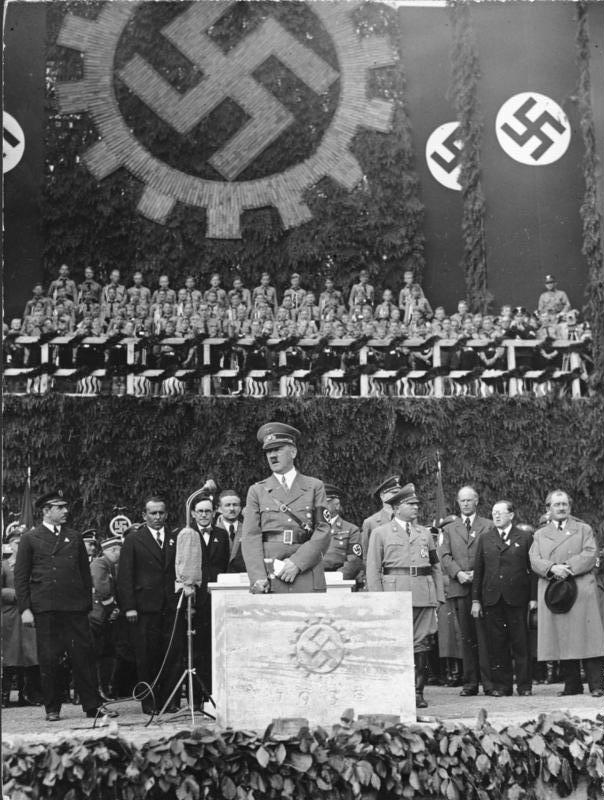
希特勒出席大众汽车工厂的奠基仪式

除了工厂以外，还需要容纳工人的生活场所，因此急需建造一座城市。从1938年7月起通过行政命令建立了法勒斯莱本旁Kdf瓦根市，这个城市由之前罗特霍夫-罗滕菲尔德、黑瑟林根市（包括沃尔夫斯堡住宅区）以及莫尔瑟、桑德坎普、法勒斯莱本以及哈托尔夫市的部分领土组成，这些地区都归属于吉夫霍恩县。新城市的中心则位于黑瑟林根。从1940年开始，特地排斥了教堂的建造工作，同时考虑吸纳外国的技术工人。附近的车站则被称为罗腾菲尔德-沃尔夫斯堡站（位于柏林-莱尔特铁路上）。
二战期间的汽车工厂主要用于军事工业，另外使用了数千名奴隶劳工。在生产KdF货车的大厅中，生产了坦克的备用组件和其他武器，尤其是著名的“V-1火箭”。囚犯则主要被关在附近的工作村集中营和拉格贝格卫星营中，强迫进行军备生产和建筑工作。

### 市政建设
1937年，德国大众汽车筹备协会委托建筑师彼得·科勒规划和建设这座城市，目标是容纳9万名居民，临时使用的名字是KdF-瓦根。当时的目标是把这座城市作为第三帝国其他城市发展的典范，因此科勒能够绕过传统的建筑法限制，大刀阔斧的进行设计。从当年秋季开始，科勒和景观规划师威廉·海因茨一起，对未来城市居民日常需求以及现有城市的详细地形统计研究的基础上，确定了城市发展的主要特征和区域划分。

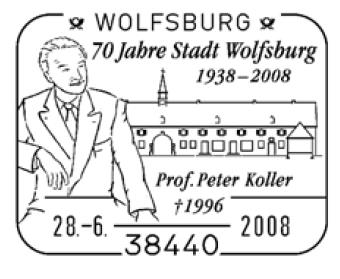
沃尔夫斯堡建城70周年专用邮戳，可以看到彼得·科勒和施泰姆克贝格中央建筑

1938年科勒根据元首提供的领袖原则，提交了他的新城市建设草案（“科勒计划”），希特勒在稍作改动之后批准了这个草案。根据草案，沃尔夫斯堡并定义为“乡村城市”，以中德运河为界，工厂建在运河北侧，因为那里地势平坦，树木稀疏。而南侧的小山丘和广阔的森林地带则作为住宅和生活区。
当年第一阶段建设开始，包含6700套计划公寓的住宅开发项目。第一个定居点施泰姆克贝格定居点是作为大众汽车厂区以及市政府高官的住宅区。之后则是魏勒坎普和席勒泰希的工人的住宅楼。另外诺伊兰公司（Neuland）还负责修建了专供德意志劳工阵线（DAF）的非营利性住房。
1941年持续战争导致原材料和劳动力短缺，建造计划被迫陷入停顿状态，当时只完成了不到2900套公寓，不得不补充一些兵营作为定居点。除了公寓未能完成之外，原定的元首在林荫大道（现在的国会公园）的居所也同样未能完成，只建造了大约一百米左右。
作为总设计师的科勒认为这座城市整体上并没有完全按照“希特勒风格”的建筑理念进行执行，虽然希特勒在奠基的时候已经提到了“城市建筑教学设施”的概念，但科勒并不了解有关这个概念的任何参考、想法或者描述。虽然科勒意识到自己“发表了非常不理智的言论”，但最终还是选择屈从于国家社会主义的美学体系，至少他在主要街道和党部大楼的规划和定位上面适应了希特勒的建筑理念。

### 战后时期
在战争即将结束之际，这座城市里面拥有大量的兵营，关押着众多的强迫劳动者、战俘或者是在KdF工厂工作的集中营囚犯。1945年4月11日，大众工厂遭遇盟军的空袭，三分之二的建筑被摧毁。第二天，美军坦克的炮塔已经到达了法勒斯莱本，不过他们并没有攻占KdF-瓦根，而是直接向易北河推进。据说美军是为了避免陷入到与人民冲锋队的小规模冲突中。直到4月14日，更多的美国坦克出现，这座城市终于被占领，军营中的强迫劳动者和战俘得到解放。
5月12日，美国的城市指挥官根据当地工会的提议重新任命了13名市议员组成市议会，并在25日进行了第一次会议。在战胜国的督促下，这座城市决定将名字从法勒斯莱本旁的KdF-瓦根（KdF-Wagens bei Fallersleben）改名为“沃尔夫斯堡（Wolfsburg）”。沃尔夫斯堡名字来源是附近的沃尔夫斯堡城堡。实际上，城市的核心庄园区在过去已经被称为“沃尔夫斯堡”，并且延续到1928年。希特勒的绰号“狼”也在起名中也起到了一定的作用（诸如他曾经居住过的“狼穴”）。
残存下来的大众汽车工厂由英国少校伊万·赫斯特领导，他通过英国政府产业计划提供大众汽车的订单，从而保存了厂内的生产机器。通过这些英国的订单，大众工厂得以在战后继续发展，并且带动了城市的发展。
1946年开始，为了弥补住房短缺的现象，大众工厂将当时尚未完成的军营全部完工，并用来安置新到的工人。之后，很多人都已经遗忘了曾经在军营中关押过囚犯。1948年，城市规划师汉斯·伯恩哈德·莱肖（Hans Bernhard Reichow）提出了城市进一步发展的计划，继承了景观美化的传统并且作为城市新区建设的指导方针。
1948年的选举结果令人大跌眼镜，极右翼的德国右翼党在当地获得了60%以上的选票，这次选举结果后来被取消。1951年10月，沃尔夫斯堡正式在行政上面脱离吉夫霍恩县，成为独立的城市。之后大众汽车公司迅猛发展，缔造了联邦德国的经济奇迹。城市也随之迅速发展，另外也接纳了众多来自意大利的客工。之后沃尔夫斯堡市修建了诸多有代表性的公共建筑，并补上了教堂。

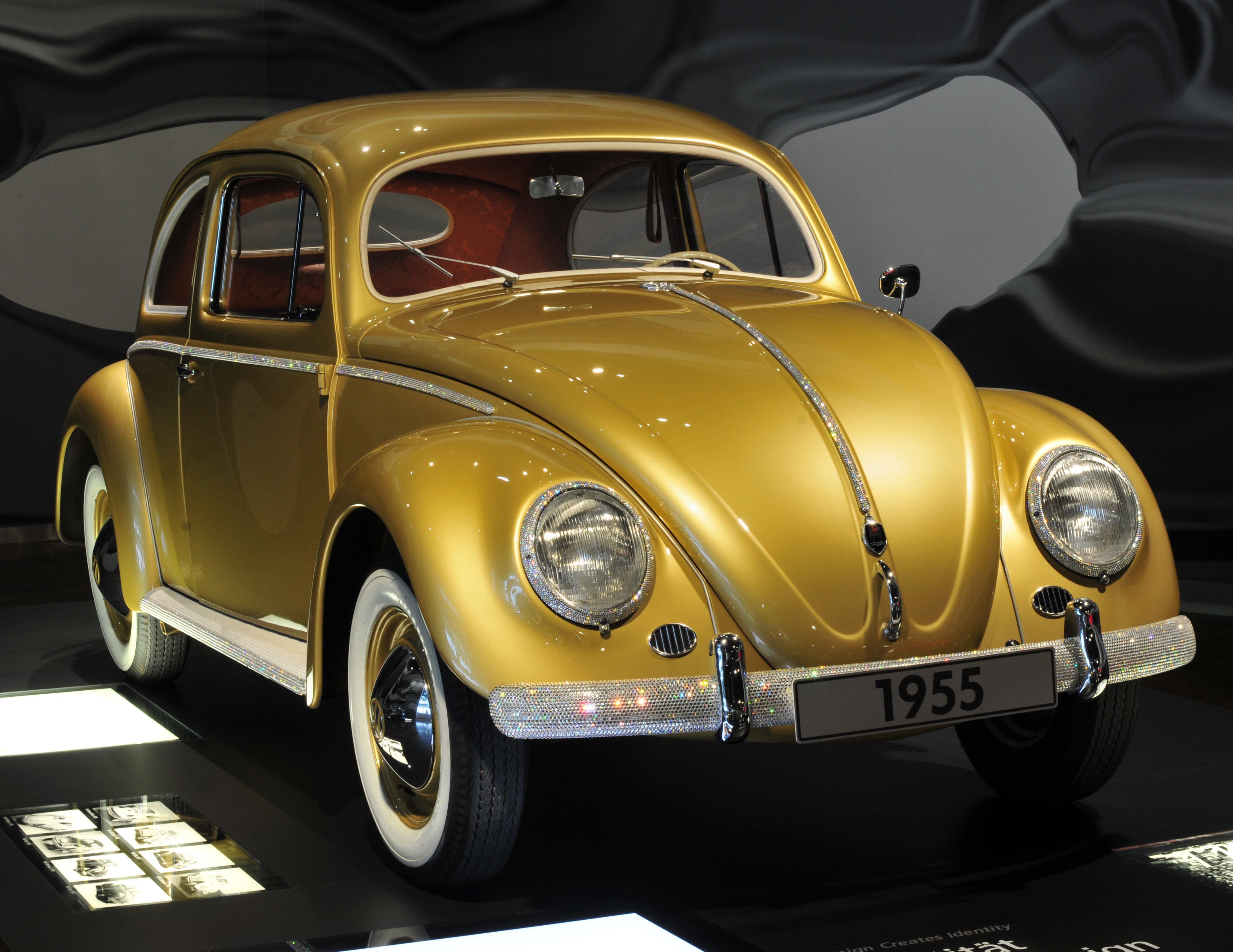
1955年8月纪念款金色甲壳虫汽车

1955年8月，大众汽车第一百万辆车下线，当地举办了庆祝活动，使用了金色甲壳虫汽车。1958年，沃尔夫斯堡市政厅落成。1960年，大众汽车有限责任公司转变为股份公司。

### 当代
1972年下萨克森州的地方行政改革过程中，有20个聚居地（Ort）并入了沃尔夫斯堡，导致沃尔夫斯堡的人口超过10万人的限制，成为一座有131000人的大城市。同时市区面积也从原来的35平方公里增加到204平方公里。对于新合并的地区，成立了11个区（Ortschaft），每个区都设置区议会和区长。
从1978年开始，沃尔夫斯堡从吕讷堡行政区转隶属于不伦瑞克行政区，直到行政区制度在2005年1月1日解散。1982年，沃尔夫斯堡接通了39号高速公路，同时也是A2高速公路的交汇点。1988年，沃尔夫斯堡引入了第一所大学——不伦瑞克/沃尔芬比特尔国立应用技术大学在这里设置了分校。
1991年，沃尔夫斯堡又增加了3个区（德特梅罗德区、威斯特哈根区和北城区），到2001年又细分出两个新区（市中心区和中-西区），所以现在沃尔夫斯堡一共有16个区。
2003年8月至10月，沃尔夫斯堡为新款大众高尔夫V型汽车举行了大规模的宣传活动，并将自己的名字暂时改成了高尔夫斯堡（Golfsburg），这个活动在全国范围内得到了广泛的新闻报道。
2004年和2012年，沃尔夫斯堡两次主办了不伦瑞克乡村文化节。
2009年，沃尔夫斯堡足球俱乐部首次获得德国足球甲级联赛的冠军，引发全国关注。在夺冠之后市中心举行了一次前所未有的超过10万人参加的庆祝活动。
2016年，沃尔夫斯堡被欧洲福音派教会共同体授予“欧洲宗教改革之城”的荣誉称号。
2019年，沃尔夫斯堡股份公司和西格纳控股宣布将重新设计诺德科普夫（Nordkopf）地区，预计在未来的7年内创建出一个崭新的市中心。

## 人口
初建城时，当地人口只有1000人左右，到1950年增加到25000人。到1958年翻了一番，变成了50000人。伴随着新区的建立，沃尔夫斯堡的人口增长速度加快。1972年，沃尔夫斯堡人口突破10万人，成为主要城市。1973年，人口到达历史最高点的131,971人。根据2020年年底下萨克森州统计局的最新数据，沃尔夫斯堡的人口为124,856人。

## 宗教
2011年的人口普查中，当地40.2%属于基督教新教，17.2%属于天主教，42.6%属于其他宗教或者无宗教。到2020年年底，30.8%属于新教，15.5%属于天主教，53.7%属于其他宗教或者无宗教。

### 基督教
直到1946年为止，沃尔夫斯堡地区都是属于汉诺威地区和不伦瑞克自由州，因此当地的路德宗（信义宗）教区同样隶属于这两个地方，这种隶属关系至今没有改变。整体而言，市中心以及西南部地区属于汉诺威福音派路德教会吕讷堡教区的沃尔夫斯堡分教区。而东北部地区则属于不伦瑞克福音派路德教会的弗尔斯菲尔德教区。
从建城以来，同样有天主教徒移居此地，因此沃尔夫斯堡的天主教徒属于希尔德斯海姆教区。沃尔夫斯堡是沃尔夫斯堡-黑尔姆施泰特总铎办公室的所在地，这个总铎区还包括了吉夫霍恩县和黑尔姆施泰特县的大部分地区。市中心的圣克里斯多福教堂兴建于1950年，是当地最早的天主教堂。

### 其他宗教
2005年，沃尔夫斯堡出现了第一个自由派犹太社区。2007年，正统派犹太社区建立。犹太会堂则位于桑德坎普。
2006年沃尔夫斯堡建立了伊斯兰文化中心和阿尔萨拉姆清真寺。这个建筑的主要赞助者是阿联酋沙迦酋长国的埃米尔苏丹·本·穆罕默德·阿勒卡西米。这座清真寺并没有设立宣礼塔。

## 政治
1938年6月，吕讷堡政府总督令第145号正式任命了刚成立的KdF-瓦根市的市长，评估员卡尔·博克（Karl Bock）就任为代理市长。
1946年，英国占领区军政府根据英国模式制定了地方宪法，率先产生了当地的人民选举出的市议会。然后选择市长作为城市的主席和代表。另外还有一名专职的城市主任，通过市议会选举产生，作为城市的行政主管。2001年开始，沃尔夫斯堡城市双重代表权被废止，只剩下市长作为全权代表。市长由直选产生，但市议会同样拥有自己的主席，在每次地方选举之后从市议员中选举而出。

### 市议会
市议会是沃尔夫斯堡市的立法机构，市民5年以直选的方式选出46名市议员。最新一次地方选举时间是2021年9月12日。其中社会民主党（SPD）得票最高（30.5%），其次是基督教民主联盟（27.8%），排名第三是政治独立社区（14.9%）。根据选举结果，市议会席位分配如下：
- 社会民主党 14席
- 基督教民主联盟 13席
- 政治独立社区 7席
- 绿党 5席
- 德国选择党 3席
- 自由民主党 2席
- 左翼党 1席
- 德国伏特党（英语：Volt Germany） 1席

### 市长
市长是城市的行政首长，也是市政府所有雇员的上级。他得到了五名部长的支持，他们共同组成了行政委员会，每周讨论行政部门的重要决定。现任市长是丹尼斯·魏尔曼（Dennis Weilmann），他于2021年10月上任。

### 市徽

沃尔夫斯堡市徽

沃尔夫斯堡市徽设计来自于著名的纹章画家古斯塔夫·弗尔克（Gustav Völker），他出生于伊森哈根，但主要在汉诺威生活和工作，他之前设计过下萨克森州众多城市（如贝尔根、萨尔茨吉特等）的市徽。这个市徽在1950年5月23日获得下萨克森州内政部的批准。在1960年进行了轻微的修改，并在1961年获得了吕讷堡总督的批准。起初城门会被设计成黑色带金色的闸门，现在修改成了银色并处于关闭状态。
徽章设计：红色（上）和绿色（下）构成的盾牌底座，最下方是是三个银色的波纹条，中上部是一座两座塔拱卫的银色城堡，在关闭的城门上方的城垛上面，有一只金色的狼（蓝色的舌头）往右看同时往左前进。狼和城堡鲜明代表了沃尔夫斯堡城市的名字来源。

## 文化与景点

### 剧院
当地最著名的剧院是德国著名建筑师汉斯·沙龙设计的沙龙剧院，在1973年开放。它提供777个音乐剧座位和833个戏剧座位。该剧院每年会推出自己的两部作品。除此之外还有：
- 市中心的国会公园（德语：CongressPark Wolfsburg）
- 黑斯林根的沃尔夫斯堡木偶剧团
- 赖斯林根的木凳剧院
- 市中心的哈伦巴德（室内游泳池）文化中心（德语：Hallenbad – Kultur am Schachtweg）
- 散落各处的汽车城（Autostadt）

### 著名建筑
- 沃尔夫斯堡城堡（英语：Wolfsburg Castle）（Schloss Wolfsburg）建于13世纪，属于威悉文艺复兴风格（英语：Weser Renaissance）。最早被提及是在1302年，属于巴尔滕斯莱本家族（德语：Bartensleben (Adelsgeschlecht)）。沃尔夫斯堡城市的名字就来自于这座城堡。城堡从1961年收归市有，之前是普鲁士贵族舒伦堡家族的所有物。目前城堡内设置有城市博物馆、城市画廊、沃尔夫斯堡艺术协会（德语：Kunstverein Wolfsburg）、海德斯贝格（英语：Heinrich Heidersberger）学院等设施。沃尔夫斯堡城堡被认为是城市的象征，是当地最古老也是最重要的建筑。
- 诺伊豪斯城堡（德语：Burg Neuhaus (Wolfsburg)）（Burg Neuhaus）位于诺伊豪斯区，建于14世纪，拥有一条护城河，1981年收归市有。

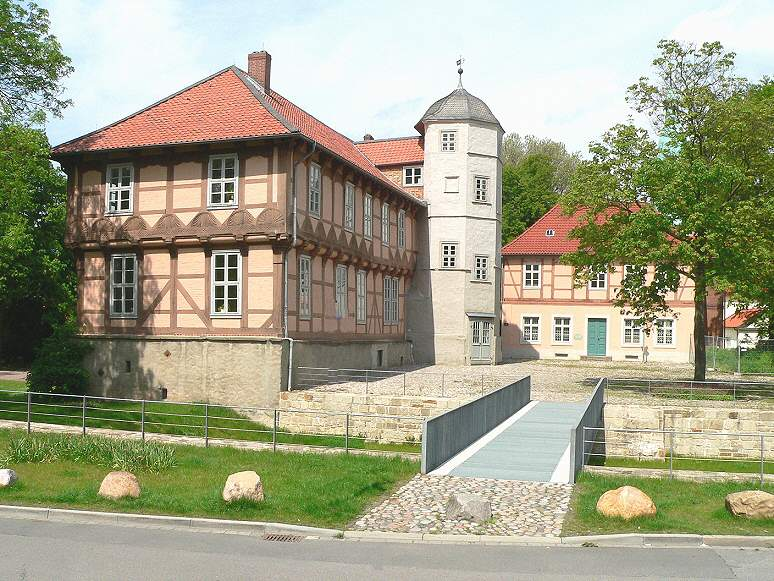
法勒斯莱本城堡

- 法勒斯莱本城堡（英语：Fallersleben Castle）（Schloss Fallersleben）位于法勒斯莱本区，建于1551年，它曾是克拉拉·吉夫霍恩公爵（英语：Duchy of Gifhorn）夫人的居住地。1991年以来作为霍夫曼·冯·法勒斯莱本博物馆（德语：Hoffmann-von-Fallersleben-Museum）开放。附近有老啤酒厂（德语：Altes Brauhaus zu Fallersleben）和圣米迦勒教堂。
- 福尔斯菲尔德的历史中心，包括圣伯多禄教堂和养蜂场。
- 沃尔夫斯堡市政厅（德语：Rathaus (Wolfsburg)），1958年落成，位于保时捷大街南段的集市广场，1994年扩建为市政厅B。

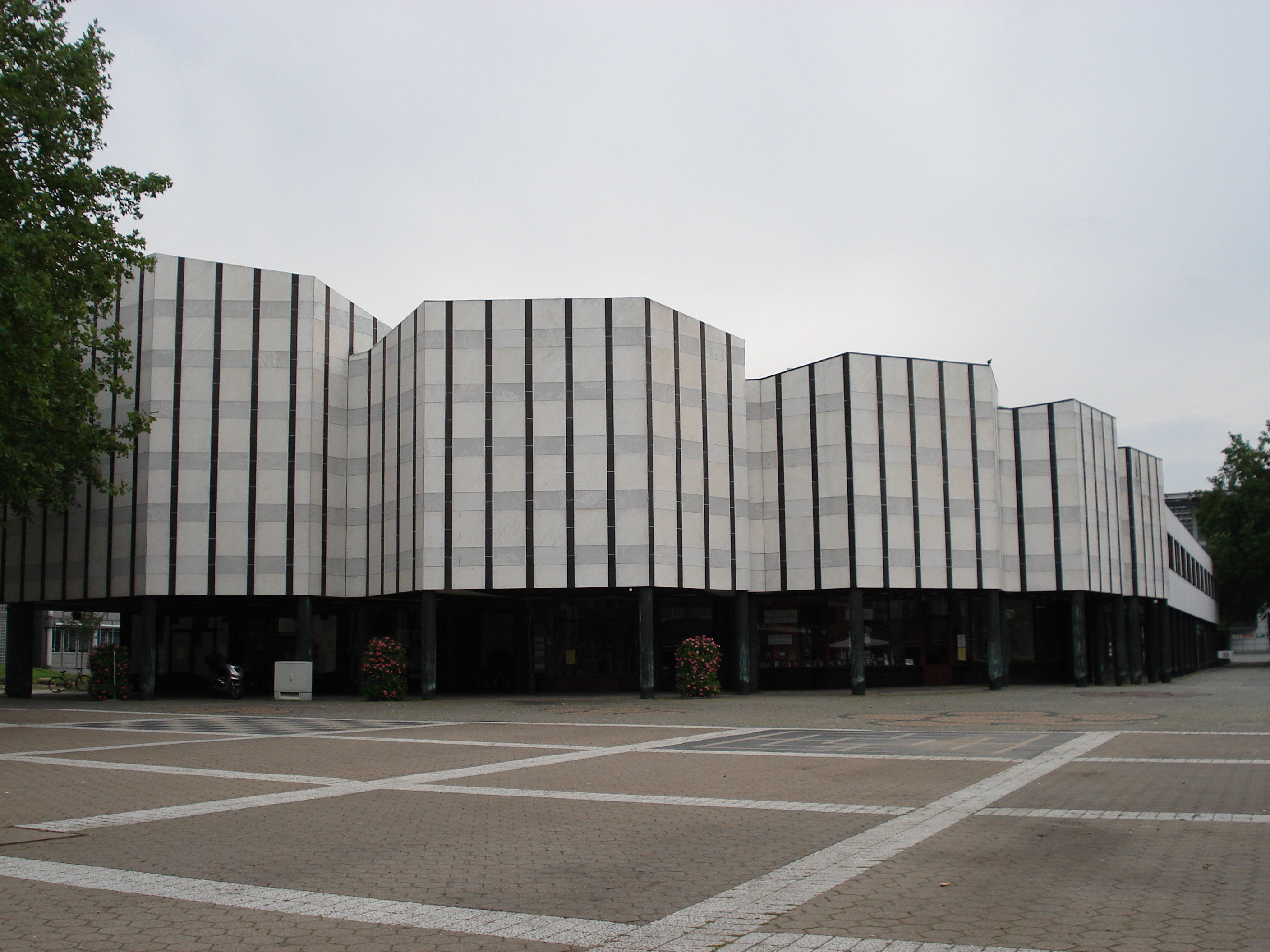
阿尔瓦尔·阿尔托文化中心

- 文化一英里（Kulturmeile），包括沙龙剧院、国会公园、沃尔夫斯堡天文馆（德语：Planetarium Wolfsburg）、芬兰建筑师阿尔瓦尔·阿尔托设计的阿尔瓦尔·阿尔托文化中心（英语：Alvar Aalto Cultural Centre）（内设市立图书馆）和沃尔夫斯堡艺术博物馆（英语：Kunstmuseum Wolfsburg）。
- 保时捷大街（德语：Porschestraße）中段改建成的步行街和购物区，包括2001年竣工，拥有100多家店铺的City-Galerie购物商场。
- 位于德特梅罗德区的圣灵教堂和圣司提反教堂。
- 大众汽车竞技场是沃尔夫斯堡俱乐部的主场，于2002年开始使用。
- 沃尔夫斯堡名品奥特莱斯（Designer Outlets Wolfsburg，简称DOW）于2007年开业，占地面积16000平方米。

### 定期活动
- 沃尔夫斯堡冰上竞技场（英语：Eis Arena Wolfsburg）举行的冰球比赛，大众汽车竞技场和AOK球场举行的足球联赛。
- 国会公园的婚礼展会（Hochzeitsmesse）
- 阿勒河公园的射击和民俗节（德语：Wolfsburger Schützen- und Volksfest）
- 沃尔夫斯堡城堡的国际夏季舞台
- 沃尔夫斯堡步行街的露天爵士音乐会（Jazz 'n' more）
- 阿勒河公园的露天摇滚音乐节
- 福尔斯菲尔德老城的野猪节
- 诺伊豪斯城堡的秋季市场
- 阿勒河公园的欧洲最大的国际汽车供应商交易会（IZB），每两年举办一次。
- 市中心、汽车城和沃尔夫斯堡城堡等地的圣诞市场

### 特色食物

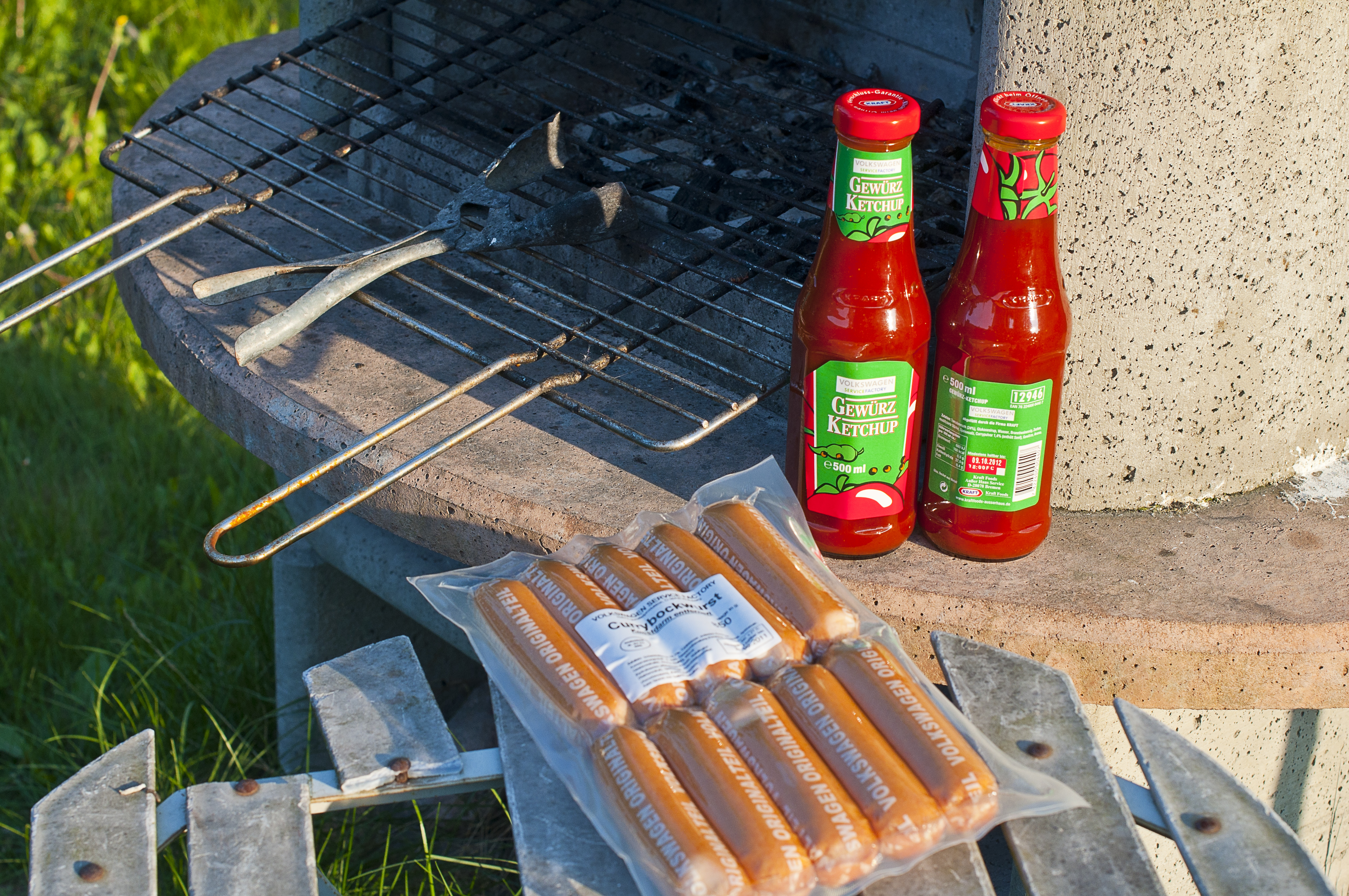
大众咖喱香肠和番茄酱

沃尔夫斯堡最著名的当地菜肴是大众咖喱香肠（Volkswagen-Currywurst），由大众公司监制，从1973年以来一直作为公司员工的用餐选择。一般采用的是秘方的热咖喱酱。80%的咖喱香肠都在大众公司的食堂里食用。同时作为高人气的食物，也可以在大众公司以外的地方购买到。2014年大众咖喱香肠的年产量是630万条。

## 娱乐和体育

### 娱乐

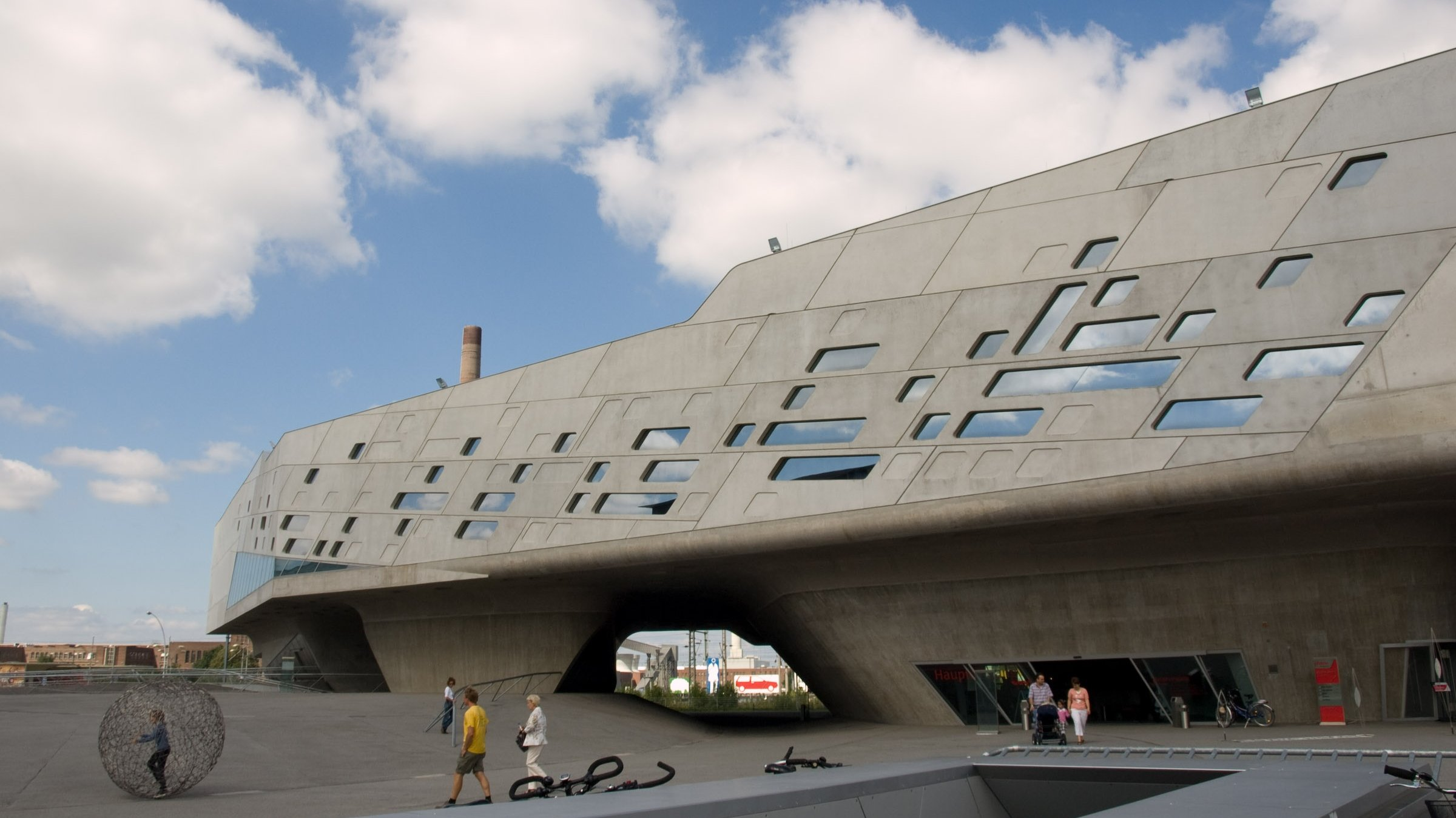
phæno科学中心

- Phæno（英语：Phaeno Science Center）是德国最大的科学中心之一。
- 阿勒河公园里有北德最大的水上乐园BadeLand（德语：BadeLand Wolfsburg）。
- 汽车主题公园Autostadt位于中德运河的北岸，距火车站和市中心很近。
- 有15米直径穹顶的沃尔夫斯堡天文馆（德语：Planetarium Wolfsburg）是下萨克森州最大的天文馆，其中的蔡司天鹅绒投影仪是世界上最先进的投影仪之一。
- 阿勒河公园中有欧洲为宜的六桅杆滑水设施，被称为竞技场湖（Arena-See）。
- 沃尔夫斯堡城内有很多公园，单就面积而言，公园总面积是纽约中央公园的两倍。城市南部是广阔的森林地带，东部是的德罗姆林，西部是巴恩布鲁赫，都是当地的休闲区域。
- 大众游泳池（VW-Bad）是一座受保护建筑的室外游泳池。
- 阿勒河公园中的Hygia X-perience公园。
- 沙赫特韦格的室内泳池文化中心是德国北部最大的文化中心之一，可以提供音乐会、歌舞表演和电影院等休闲文化活动。

### 体育

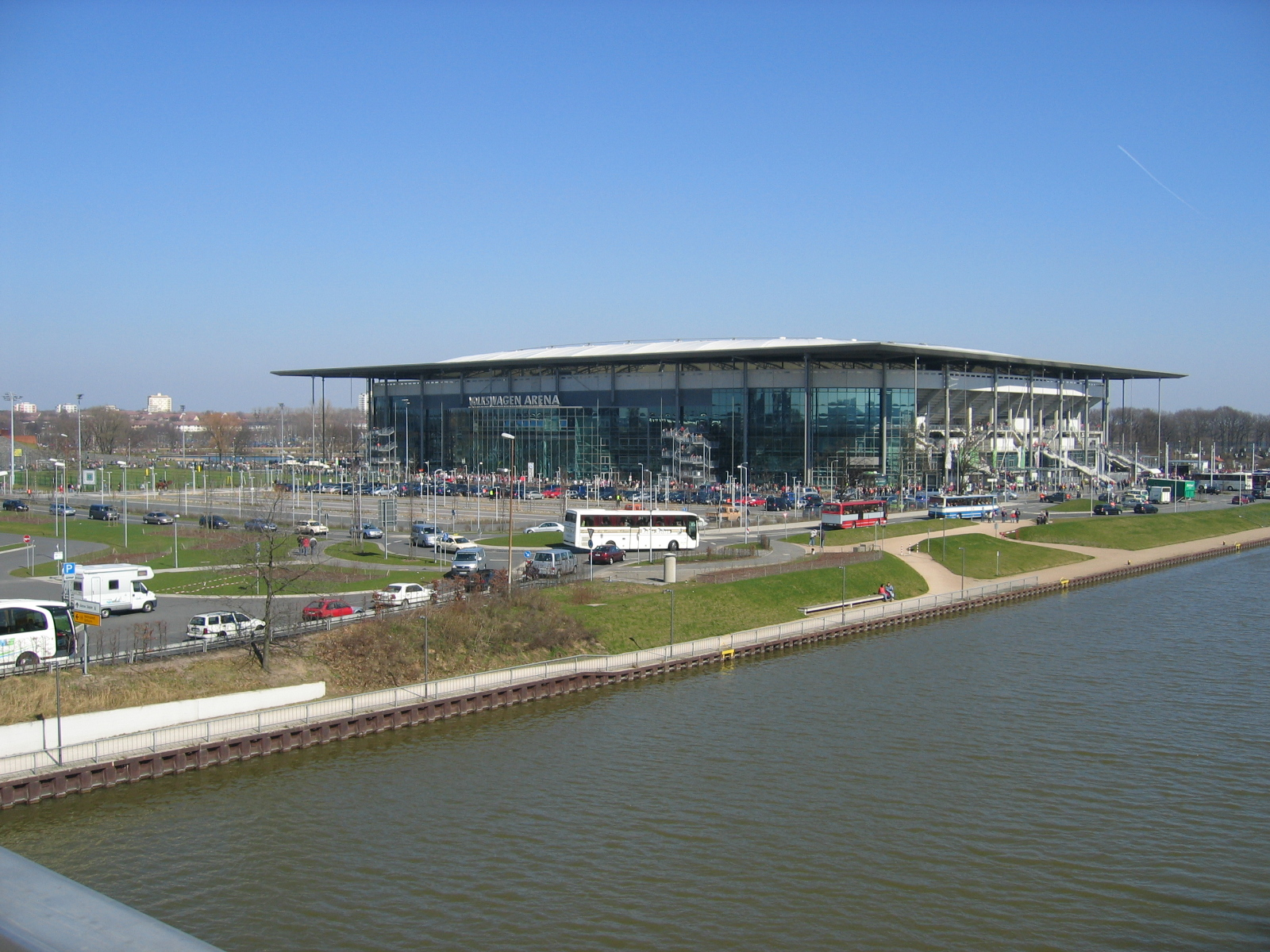
大众汽车竞技场

最著名的专业体育俱乐部是成立于1945年的沃尔夫斯堡足球俱乐部（VfL Wolfsburg）。该俱乐部的男子队在2009年获得了德甲冠军，在2015年则拿到了德国杯冠军。其女子队成绩则更加出色，获得了六次德甲联赛冠军，八次女足德国杯冠军和两次欧洲冠军联赛冠军。
在其他运动方面，沃尔夫斯堡灰熊参加德国冰球联赛。沃尔夫斯堡雅虎参加德国棒球联赛。沃尔夫斯堡PBSG参加德国台球乙级联赛。

## 经济
沃尔夫斯堡提供12万左右的工作岗位，超过78000名通勤者在该市工作。2016年，沃尔夫斯堡全市的国内生产总值为221.55亿欧元，在德国城市排名第13位。人均国内生产总值为178,706欧元，是下萨克森州平均水平的约5.1倍，德国平均水平的约4.7倍。因此沃尔夫斯堡是所有德国独立城市中人均GDP最高的城市，也是世界上屈指可数的富有城市。2018年12月沃尔夫斯堡的失业率为4.4%，略低于下萨克森州的平均水平。在2016年未来地图的数据统计中，沃尔夫斯堡排名德国城市第5位，标注为“未来机遇最大”。

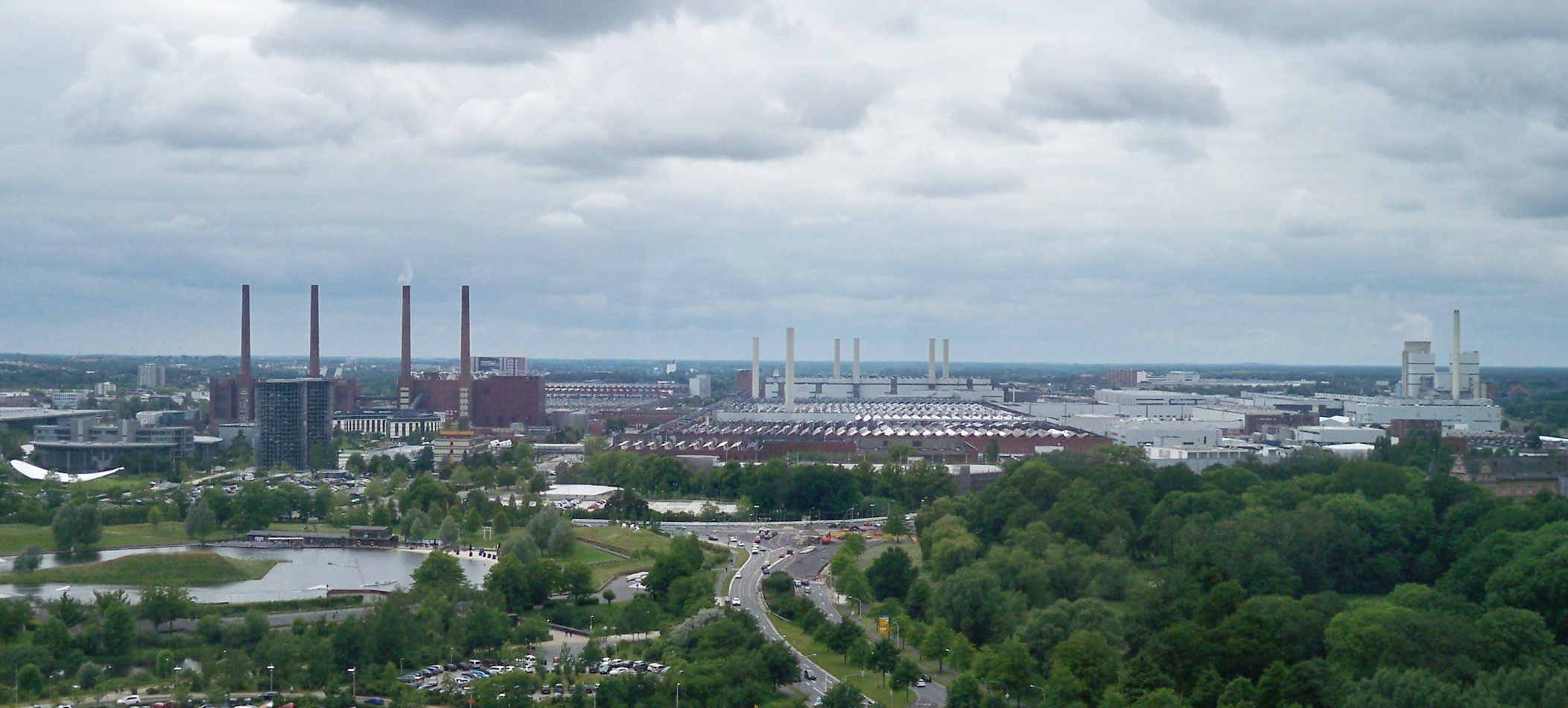
大众集团工厂远景

毫无疑问，沃尔夫斯堡最大的雇主是大众集团公司（Volkswagen AG），该公司的行政部门和工厂一共拥有超过50,000名员工。由于大众公司和周边供应商的重要影响力，因此当地大部分经济都跟汽车行业有关。为了防止城市经济单一化带来的行业风险，市政府跟大众汽车公司合资成了沃尔夫斯堡集团公司（Wolfsburg AG），这个公司专注于为该地区可持续经济发展提供条件。
大部分位于沃尔夫斯堡的其他公司也专注于汽车行业，当然也有例外。国际IT服务供应商H＆D集团总部位于沃尔夫斯堡，他们的业务活跃于银行、公共事业以及医疗保健领域。此外还有德国著名的物流公司施奈莱克集团，员工人数接近1.9万，2012年的营业额达到了8.35亿欧元，集团拥有者罗尔夫·施奈莱克曾担任过沃尔夫斯堡市市长。德国最大的连锁美发集团Klier美发的总部也在这里。

## 运输

### 铁路

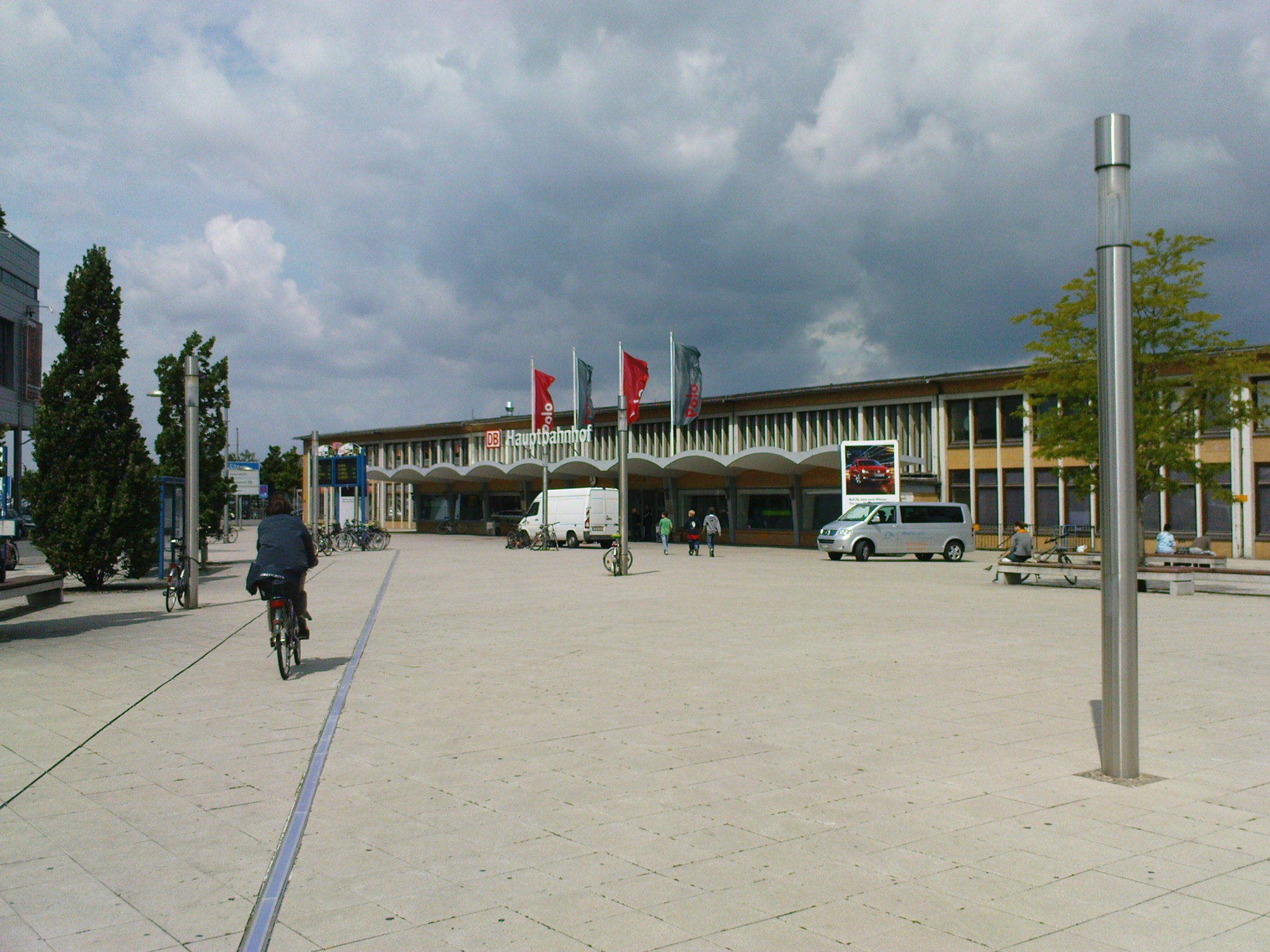
沃尔夫斯堡火车总站

沃尔夫斯堡火车总站位于汉诺威－柏林高速铁路干线上面，因此交通相当便捷。通过城际快车（2小时一班）可以前往柏林、不伦瑞克、卡塞尔、法兰克福、曼海姆、卡尔斯鲁厄和巴塞尔。另一个方向可以通往汉诺威、哈姆、科隆、杜塞尔多夫等地。
在区域交通方面，阿贝里奥中德铁路的区域列车每小时一班，前往厄比斯费尔德和施滕达尔方向。经由厄比斯费尔德和哈尔登斯莱本前往马格德堡的列车2小时一班。阿尔斯通的Coradia LINT列车每小时1班，经由吉夫霍恩前往汉诺威。节拍器铁路公司的列车则通过不伦瑞克连接沃尔夫斯堡和希尔德斯海姆。
城市西部是法勒斯莱本联轨站，附近有通往不伦瑞克（魏德尔环路）的铁路分支，城际快车也使用这个站点。开往不伦瑞克和汉诺威方向的区域列车也会在这里停靠。另外还设置了一条双轨非电气化生产线路接通大众汽车工厂。

### 公路
沃尔夫斯堡最重要的公路干线是39号高速公路，高速贯穿沃尔夫斯堡市区西部，在城市北部接近魏豪森（属吉夫霍恩县），向南可以行驶至A2高速公路（奥伯豪森-韦尔德）。与A7高速公路以及不伦瑞克、萨尔茨吉特直连的A39延伸段已经在2009年完工。目前的计划是在魏豪森附近将A39继续往北延伸至吕讷堡和马申高速交叉口。
沃尔夫斯堡的环城大道被称为柏林环（Berliner Ring），以四/六车道的大路和无数路口围绕市中心。通过柏林环和不伦瑞克大街（Braunschweiger Strasse）可以抵达沃尔夫斯堡的所有重要地点。

### 自行车
虽然沃尔夫斯堡以汽车出名，但自行车在当地仍然发挥着重要作用，不少人使用自行车通勤。当地最著名的是阿勒河骑行道，可以从费尔登一路骑到马格德堡。
沃尔夫斯堡一直致力于提升自行车的友好度，并实施一项“自行车示范”计划，目标于2025年实现。从2017年以来，沃尔夫斯堡一直是下萨克森/不莱梅自行车友好城市工作组成员，市政府内也有一位全职的自行车协调员。沃尔夫斯堡集团公司在2018年成为该市第一家被认证为自行车友好型的企业。不过在德国自行车总会（ADFC）两年一度的自行车气候测试中，沃尔夫斯堡的分数只拿到了3.8-4.0分（参照德国学校评分系统）。

### 本地交通
沃尔夫斯堡本地的公共交通主要由沃尔夫斯堡运输有限公司（WVG）提供众多的巴士线路进行运营服务。每年的乘客量约为1280万人次。
从2020年8月开始，属于萨克森-安哈尔特州网络的PlusBus 300从沃尔夫斯堡出发，经由克勒策和贝岑多夫抵达萨尔茨韦德尔，由萨尔茨韦德尔阿尔特马克县客运公司（PVGS）负责运营。

### 水运
大量货物通过中德运河进行运输，沃尔夫斯堡港口可以提供各种运输服务。

### 空运

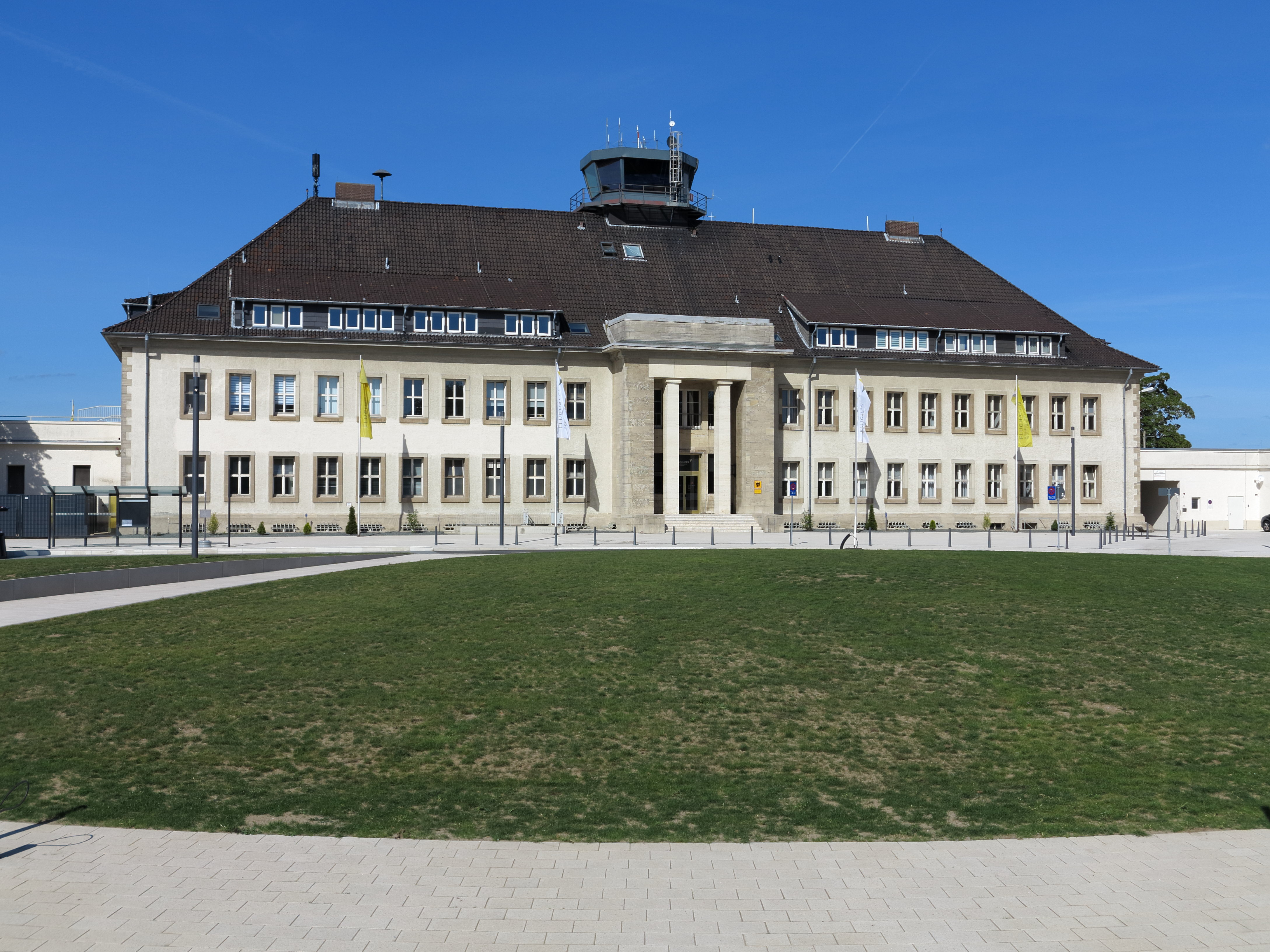
不伦瑞克-沃尔夫斯堡机场

沃尔夫斯堡最近的机场是不伦瑞克-沃尔夫斯堡机场，位于不伦瑞克瓦古姆区，主要由私人飞机或者本地公司使用，不设定期航班。它是欧洲第二大的研究型机场。最近的商用机场是汉诺威-朗根哈根机场。

## 媒体
- 沃尔夫斯堡日报（Wolfsburger Nachrichten）——日报，不伦瑞克日报（英语：Braunschweiger Zeitung）的本地版本
- 沃尔夫斯堡综合报（Wolfsburger Allgemeine Zeitung）——日报
- wobfreunde——免费杂志，一年出版两次（6月、11月）
- wobstories.tv——互联网电视，播放沃尔夫斯堡的新闻和纪录片
- Wolfsburg live——杂志，两月出版一次
- Wolfsburger Blatt——网络报纸
- indigo——杂志，每月出版一次
- 新沃尔夫斯堡人（Neue Wolfsburger）——免费周报，周三出版
- 你好，沃尔夫斯堡（hallo Wolfsburg）——免费周报，周六出版
- TV38——地区电视台，原名OKTV，总部位于韦斯特哈根。

## 教育

### 初中等教育
沃尔夫斯堡共有65所幼稚园（托儿所），18所小学，7所文理中学、4所综合中学和4所专科学校。

### 高等教育

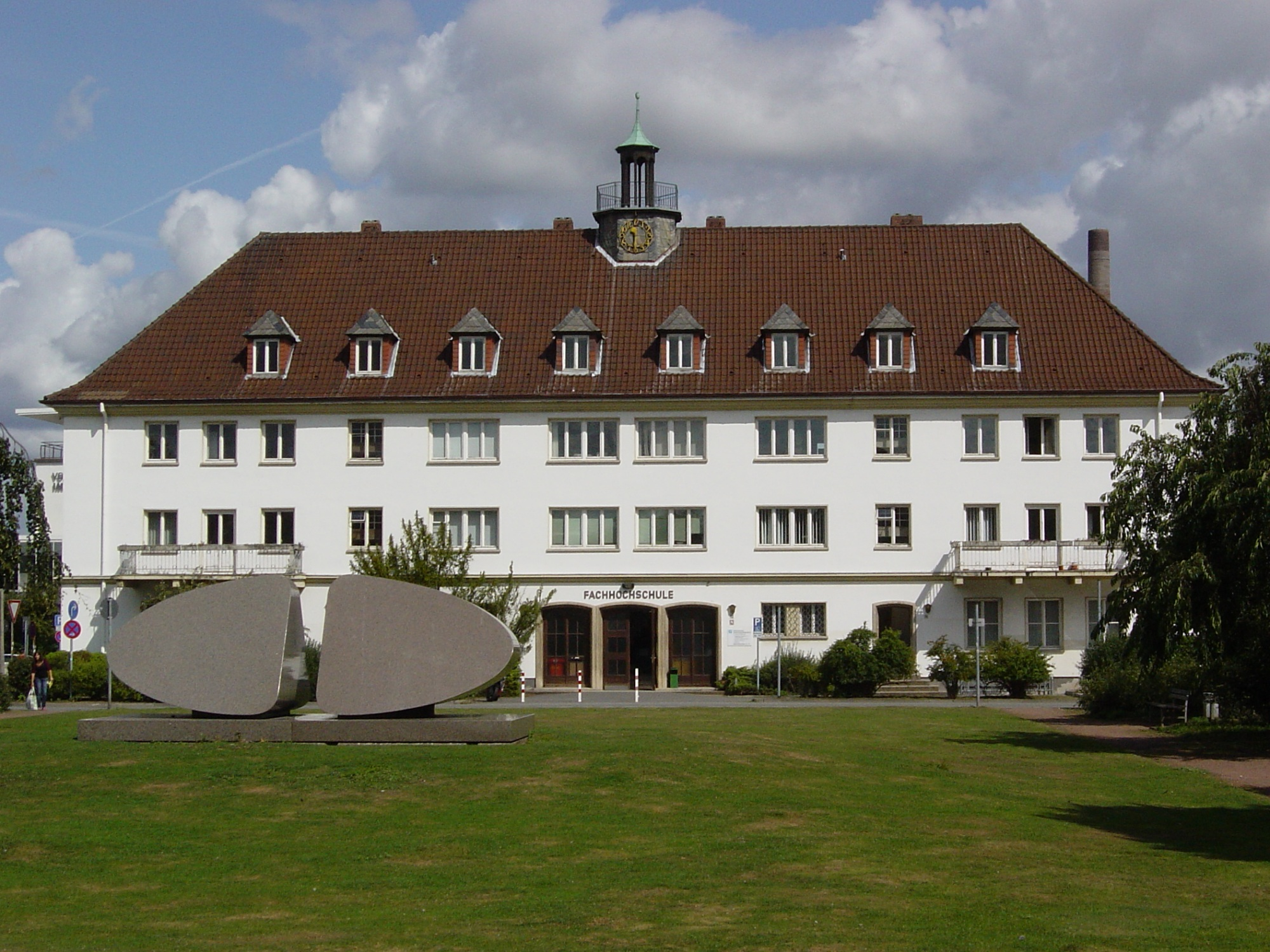
沃尔夫斯堡应用科学大学

2002年，奥斯特伐利亚应用科学大学（Ostfalia Hochschule für angewandte Wissenschaften）在沃尔夫斯堡设立了一个校区，这所大学是在1971年由沃尔芬比特尔州立工程学校和下萨克森州立社会工作高等技术学校合并而成。这所大学另外还有三个校区，分别位于沃尔芬比特尔、萨尔茨吉特和苏德堡。大学在2005年使用2500万欧元进行扩建。
汽车大学（AutoUni）是沃尔夫斯堡大众汽车集团旗下的一家教育机构，成立于2002年，并在2007年开放入学。刚开始时候可为研究生提供教育课程，但随后专门用于针对集团的内部人员。
2021年，法国的Programming School 42在沃尔夫斯堡建立了一个学区。

## 城市关系
沃尔夫斯堡目前与以下六个城市结为姐妹城市：
| 城市               | 国家   | 缔结日期 |
| ------------------ | ------ | -------- |
| 马里尼亚讷         | 法國   | 1963年   |
| 佩萨罗和乌尔比诺省 | 義大利 | 1975年   |
| 哈尔伯施塔特       | 德国   | 1989年   |
| 陶里亚蒂           | 俄羅斯 | 1991年   |
| 别尔斯科-比亚瓦    | 波蘭   | 1998年   |
| 嘉定区             | 中国   | 2015年   |

该市在1950年到2004年间还与英国卢顿结为姐妹城市，后来该市提出解除关系。
沃尔夫斯堡当前与下列城市有友好合作关系：
| 城市     | 国家     | 缔结日期 |
| -------- | -------- | -------- |
| 萨拉热窝 |          | 1985年   |
| 长春     | 中国     | 2006年   |
| 普埃布拉 | 墨西哥   | 2010年   |
| 坚杜拜   | 突尼西亞 | 2010年   |
| 丰桥市   | 日本     | 2011年   |
| 大连     | 中国     | 2011年   |
| 查塔努加 | 美国     | 2011年   |
| 波波利   | 義大利   | 2012年   |
| 南海区   | 中国     | 2016年   |

## 当地出身的名人
- 格布哈德·维尔纳·冯·巴尔滕斯莱本（德语：Gebhard Werner von Bartensleben）——沃尔夫斯堡城堡领主
- 格布哈德·维尔纳·格拉夫·冯·舒伦堡（德语：Gebhard Werner von der Schulenburg）——腓特烈大帝麾下的普鲁士宫廷元帅，舒伦堡-沃尔夫斯堡家族的创始人。
- 格布哈德·冯·舒伦堡-沃尔夫斯堡（德语：Gebhard von der Schulenburg-Wolfsburg）——沃尔夫斯堡城堡领主，不伦瑞克公国的重要政治家

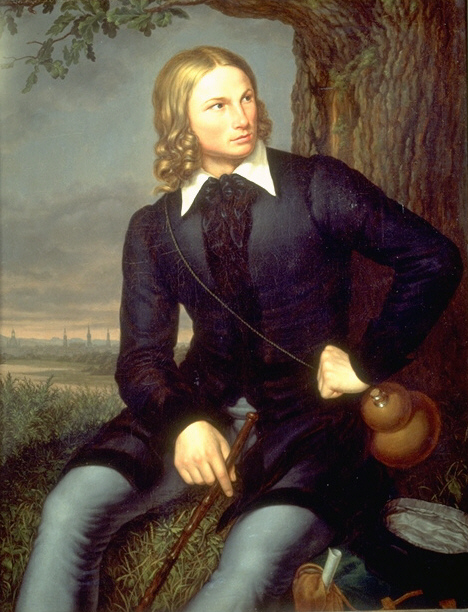
霍夫曼·冯·法勒斯莱本

- 霍夫曼·冯·法勒斯莱本（英语：August Heinrich Hoffmann von Fallersleben）——德国学者、语言学家和图书管理员，德国国歌的词作者。
- 海因里希·比辛（德语：Heinrich Büssing）——汽车设计师和企业家
- 君特尔·格拉夫·冯·舒伦堡-沃尔夫斯堡（德语：Günther Graf von der Schulenburg-Wolfsburg）——沃尔夫斯堡城堡末代领主，沃尔夫斯堡市荣誉市民
- 海因里希·海德斯贝格（英语：Heinrich Heidersberger）——艺术家、摄影师、荣誉市民
- 彼得·科勒（德语：Peter Koller (Architekt)）——纳粹党成员、建筑师和城市规划师，沃尔夫斯堡城市规划建设的指导者
- 荷鲁斯·恩格斯（英语：Horus Engels）——艺术家、雕塑家
- 弗尔克马尔·科勒（德语：Volkmar Köhler）——沃尔夫斯堡前市长、市议员、荣誉市民
- 阿努尔夫·鲍曼（德语：Arnulf Baumann）——牧师，比萨拉比亚裔德国人代表，联邦十字勋章持有者
- 鲁道夫·格拉夫·冯·舒伦堡-沃尔夫斯堡（德语：Rudolf Graf von der Schulenburg-Wolfsburg）——舒伦堡家族成员，宝马公司经理和德国汽车俱乐部（英语：German Motor Sport Federation）主席
- 伊尔瑟·施维珀（德语：Ilse Schwipper）——无政府女性主义者
- 罗尔夫·施奈莱克（德语：Rolf Schnellecke）——沃尔夫斯堡前市长，荣誉市民
- 罗尔夫·迪特尔·波斯莱普（英语：Rolf-Dieter Postlep）——经济学家，卡塞尔大学前任校长
- 加布里埃尔·冯·卢曹（英语：Gabriele von Lutzau）——兰茨胡特劫机事件时的空姐
- 布克哈德·戈克（德语：Burkhard Göke）——医生、医学主任、汉堡-埃彭多夫大学医院（英语：University Medical Center Hamburg-Eppendorf）的董事会出席
- 沃尔夫冈·米勒（英语：Wolfgang Müller (artist)）——艺术家
- 卡琳·杨克（英语：Karin Janke）——短跑运动员
- 萨沙·格拉波（英语：Sascha Grabow）——前网球运动员、旅行家、作家和摄影师，访问过世界上所有国家。

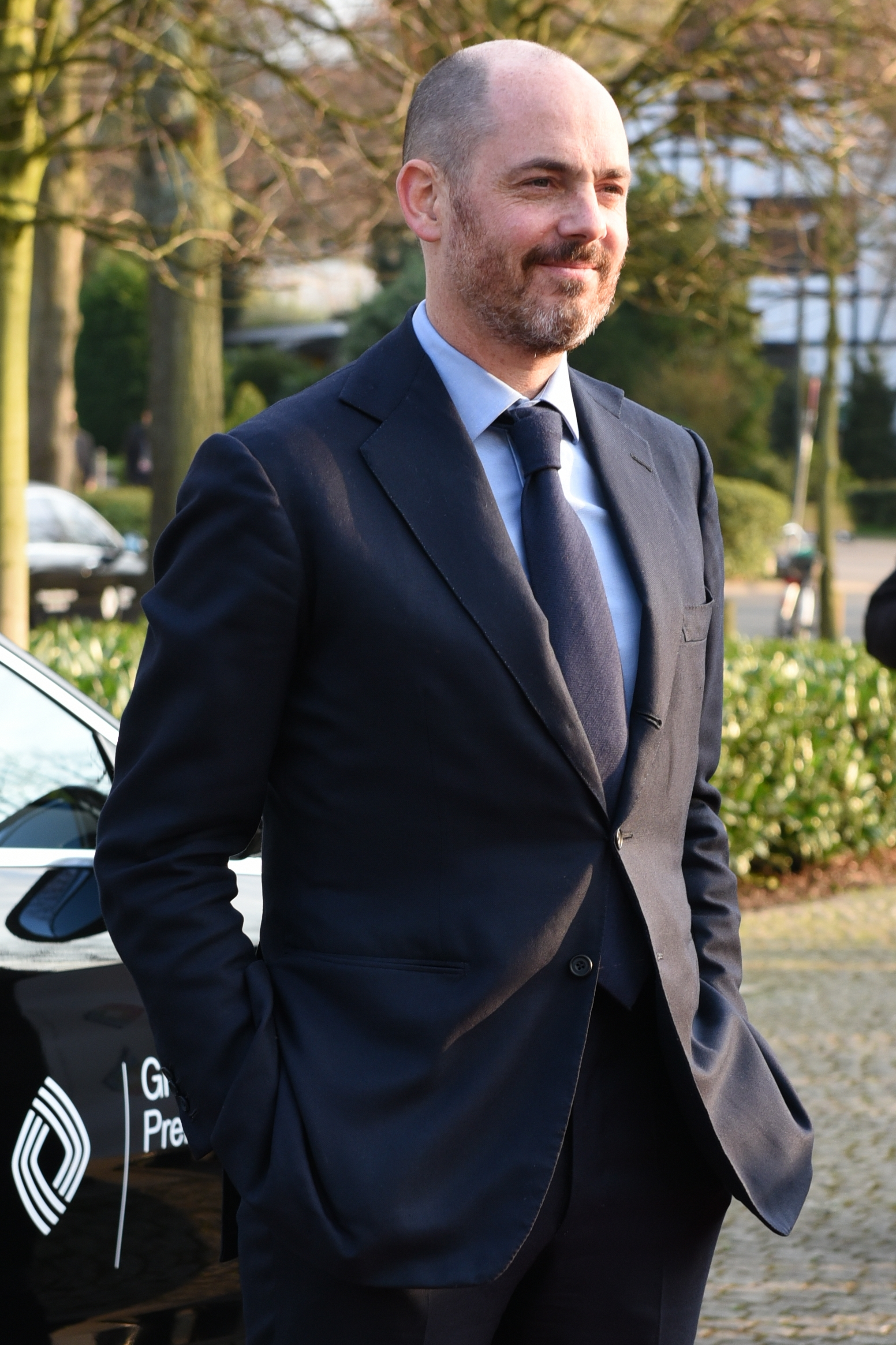
爱德华·贝尔格

- 爱德华·贝尔格——电影导演和编剧
- 海蒂·施密特（德语：Heidi Schmidt）——儿童作家，小说家
- 斯特凡妮·戈特施利希——退役足球运动员，曾效力于沃尔夫斯堡
- 安娜-卡塔丽娜·桑塞尔（英语：Anna-Katharina Samsel）——花样滑冰运动员、模特和演员
- 森塔-索菲亚·德里庞蒂（英语：Oonagh (singer)）——艺术乌纳（Oonagh），歌手和音乐剧演员
- 亚里·奥托（英语：Yari Otto）——足球运动员，效力于和睦不伦瑞克